# 1. B HVL 2014.
1.B HVL za 2014. je deveto izdanje 1.B vaterpolske lige, drugog ranga hrvatskog prvenstva u vaterpolu. U ligi sudjeluje jedanaest momčadi, a za razliku od prošlih sezona, ne igra se jedinstvena liga, nego je podijeljena u dvije grupe a (Sjever) i B (Jug), Prve tri ekipe iz svake grupe se plasiraju u Ligu za prvaka, dok preostale idu u Ligu za ostanak.

## Sudionici
- Bellevue - Dubrovnik
- Jadran - Kostrena
- Galeb Makarska rivijera - Makarska
- Opatija - Opatija
- Osijek - Osijek
- Delfin - Rovinj
- Siscia - Sisak
- Salona - Vranjic
- Zadar 1952 - Zadar
- Zagreb - Zagreb
- ZVK Mladost - Zagreb

## Ljestvice i rezultati

### Prvi dio

#### Grupa A
| mj | klub        | ut | pob | ner | por | gol+ | gol- | bod | 2. dio          |
| -- | ----------- | -- | --- | --- | --- | ---- | ---- | --- | --------------- |
| 1. | Opatija     | 10 | 10  | 0   | 0   | 159  | 58   | 30  | Liga za prvaka  |
| 2. | ZVK Mladost | 10 | 6   | 1   | 3   | 93   | 81   | 19  | Liga za prvaka  |
| 3. | Delfin      | 10 | 4   | 1   | 5   | 86   | 105  | 13  | Liga za prvaka  |
| 4. | Osijek      | 10 | 4   | 1   | 5   | 96   | 126  | 30  | Liga za ostanak |
| 5. | Zagreb      | 10 | 3   | 2   | 5   | 90   | 107  | 11  | Liga za ostanak |
| 6. | Siscia      | 10 | 0   | 1   | 9   | 62   | 109  | 1   | Liga za ostanak |

#### Grupa B
| mj | klub                    | ut | pob | ner | por | gol+ | gol- | bod | 2. dio          |
| -- | ----------------------- | -- | --- | --- | --- | ---- | ---- | --- | --------------- |
| 1. | Zadar 1952              | 8  | 4   | 2   | 2   | 79   | 70   | 14  | Liga za prvaka  |
| 2. | Galeb Makarska rivijera | 8  | 4   | 1   | 3   | 93   | 84   | 13  | Liga za prvaka  |
| 3. | Jadran                  | 8  | 4   | 1   | 3   | 81   | 78   | 13  | Liga za prvaka  |
| 4. | Salona                  | 8  | 3   | 0   | 5   | 86   | 92   | 9   | Liga za ostanak |
| 5. | Bellevue                | 8  | 3   | 0   | 5   | 82   | 97   | 9   | Liga za ostanak |

### Drugi dio

#### Liga za prvaka
| mj | klub                    | poredak u Ligi za prvaka (s prenesenim utakmicama) | poredak u Ligi za prvaka (s prenesenim utakmicama) | poredak u Ligi za prvaka (s prenesenim utakmicama) | poredak u Ligi za prvaka (s prenesenim utakmicama) | poredak u Ligi za prvaka (s prenesenim utakmicama) | poredak u Ligi za prvaka (s prenesenim utakmicama) | poredak u Ligi za prvaka (s prenesenim utakmicama) |    | omjer ostvaren u Ligi za prvaka | omjer ostvaren u Ligi za prvaka | omjer ostvaren u Ligi za prvaka | omjer ostvaren u Ligi za prvaka | omjer ostvaren u Ligi za prvaka | omjer ostvaren u Ligi za prvaka |
| mj | klub                    | ut                                                 | pob                                                | ner                                                | por                                                | gol+                                               | gol-                                               | bod                                                | ut | pob                             | ner                             | por                             | gol+                            | gol-                            |                                 |
| -- | ----------------------- | -------------------------------------------------- | -------------------------------------------------- | -------------------------------------------------- | -------------------------------------------------- | -------------------------------------------------- | -------------------------------------------------- | -------------------------------------------------- | -- | ------------------------------- | ------------------------------- | ------------------------------- | ------------------------------- | ------------------------------- | ------------------------------- |
| 1. | Opatija                 | 10                                                 | 8                                                  | 1                                                  | 1                                                  | 130                                                | 70                                                 | 25                                                 | 6  |                                 |                                 |                                 |                                 |                                 |                                 |
| 2. | Zadar 1952              | 10                                                 | 6                                                  | 2                                                  | 2                                                  | 113                                                | 90                                                 | 20                                                 | 6  |                                 |                                 |                                 |                                 |                                 |                                 |
| 3. | Jadran                  | 10                                                 | 6                                                  | 1                                                  | 3                                                  | 106                                                | 106                                                | 19                                                 | 6  |                                 |                                 |                                 |                                 |                                 |                                 |
| 4. | Galeb Makarska rivijera | 10                                                 | 3                                                  | 3                                                  | 4                                                  | 93                                                 | 85                                                 | 12                                                 | 6  |                                 |                                 |                                 |                                 |                                 |                                 |
| 5. | ZVK Mladost             | 10                                                 | 2                                                  | 1                                                  | 7                                                  | 81                                                 | 110                                                | 7                                                  | 6  |                                 |                                 |                                 |                                 |                                 |                                 |
| 6. | Delfin                  | 10                                                 | 1                                                  | 0                                                  | 9                                                  | 71                                                 | 133                                                | 3                                                  | 6  |                                 |                                 |                                 |                                 |                                 |                                 |

#### Liga za ostanak
| mj       | klub     | poredak u Ligi za ostanak (s prenesenim utakmicama) | poredak u Ligi za ostanak (s prenesenim utakmicama) | poredak u Ligi za ostanak (s prenesenim utakmicama) | poredak u Ligi za ostanak (s prenesenim utakmicama) | poredak u Ligi za ostanak (s prenesenim utakmicama) | poredak u Ligi za ostanak (s prenesenim utakmicama) | poredak u Ligi za ostanak (s prenesenim utakmicama) |    | omjer ostvaren u Ligi za ostanak | omjer ostvaren u Ligi za ostanak | omjer ostvaren u Ligi za ostanak | omjer ostvaren u Ligi za ostanak | omjer ostvaren u Ligi za ostanak | omjer ostvaren u Ligi za ostanak |
| mj       | klub     | ut                                                  | pob                                                 | ner                                                 | por                                                 | gol+                                                | gol-                                                | bod                                                 | ut | pob                              | ner                              | por                              | gol+                             | gol-                             |                                  |
| -------- | -------- | --------------------------------------------------- | --------------------------------------------------- | --------------------------------------------------- | --------------------------------------------------- | --------------------------------------------------- | --------------------------------------------------- | --------------------------------------------------- | -- | -------------------------------- | -------------------------------- | -------------------------------- | -------------------------------- | -------------------------------- | -------------------------------- |
| 1. (7.)  | Salona   | 8                                                   | 7                                                   | 0                                                   | 1                                                   | 117                                                 | 62                                                  | 21                                                  | 6  |                                  |                                  |                                  |                                  |                                  |                                  |
| 2. (8.)  | Bellevue | 8                                                   | 6                                                   | 0                                                   | 2                                                   | 112                                                 | 93                                                  | 18                                                  | 6  |                                  |                                  |                                  |                                  |                                  |                                  |
| 3. (9.)  | Osijek   | 8                                                   | 3                                                   | 1                                                   | 4                                                   | 80                                                  | 95                                                  | 10                                                  | 4  |                                  |                                  |                                  |                                  |                                  |                                  |
| 4. (10.) | Zagreb   | 8                                                   | 3                                                   | 1                                                   | 4                                                   | 81                                                  | 98                                                  | 10                                                  | 4  |                                  |                                  |                                  |                                  |                                  |                                  |
| 5. (11.) | Siscia   | 8                                                   | 0                                                   | 0                                                   | 8                                                   | 63                                                  | 105                                                 | 0                                                   | 4  |                                  |                                  |                                  |                                  |                                  |                                  |

## Poveznice
- 1. HVL 2013./14.
- 2. HVL 2014.
- 3. HVL 2014.